# Torre de telecomunicaciones

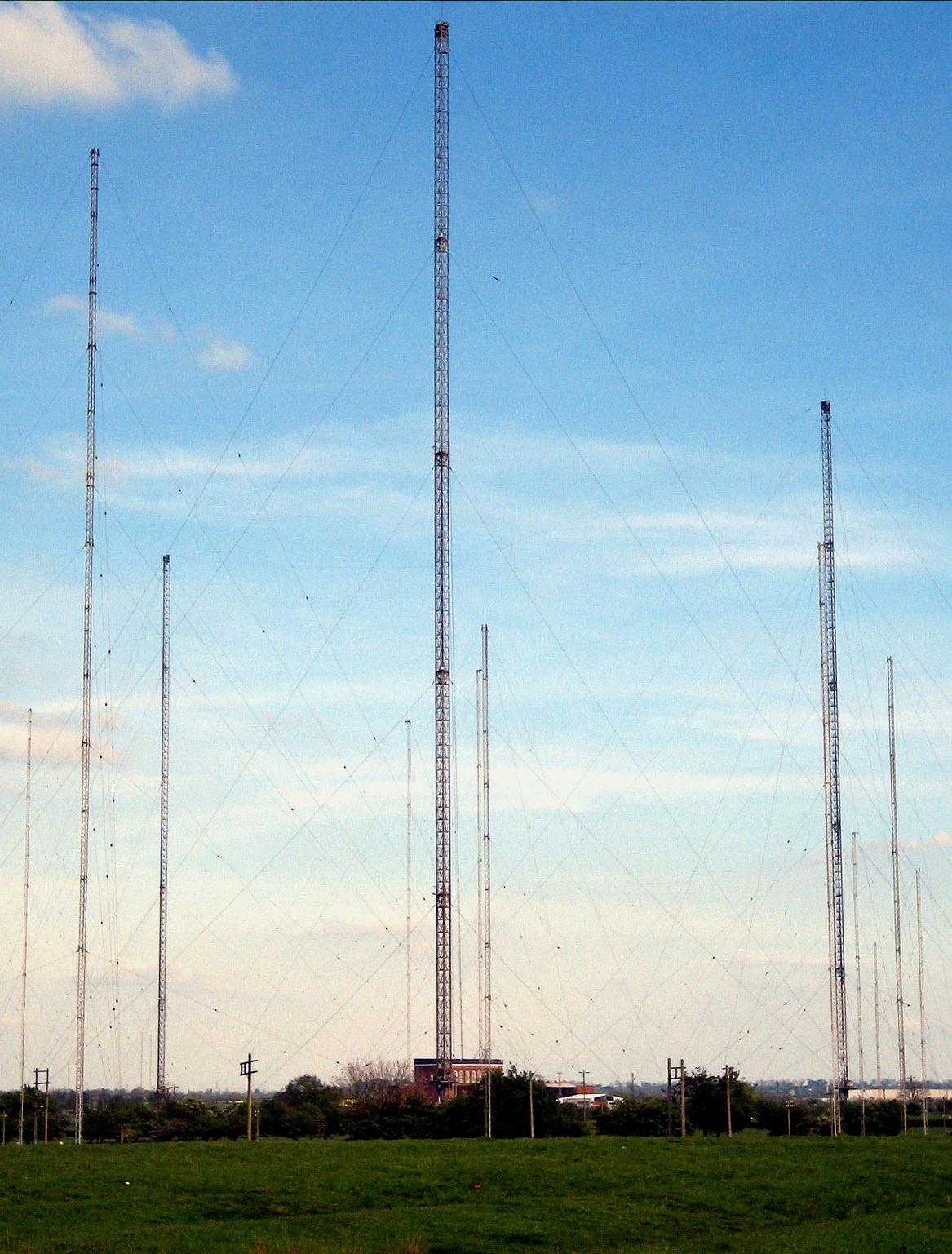
Mástiles de la Estación de Radio de Rugby, Inglaterra.

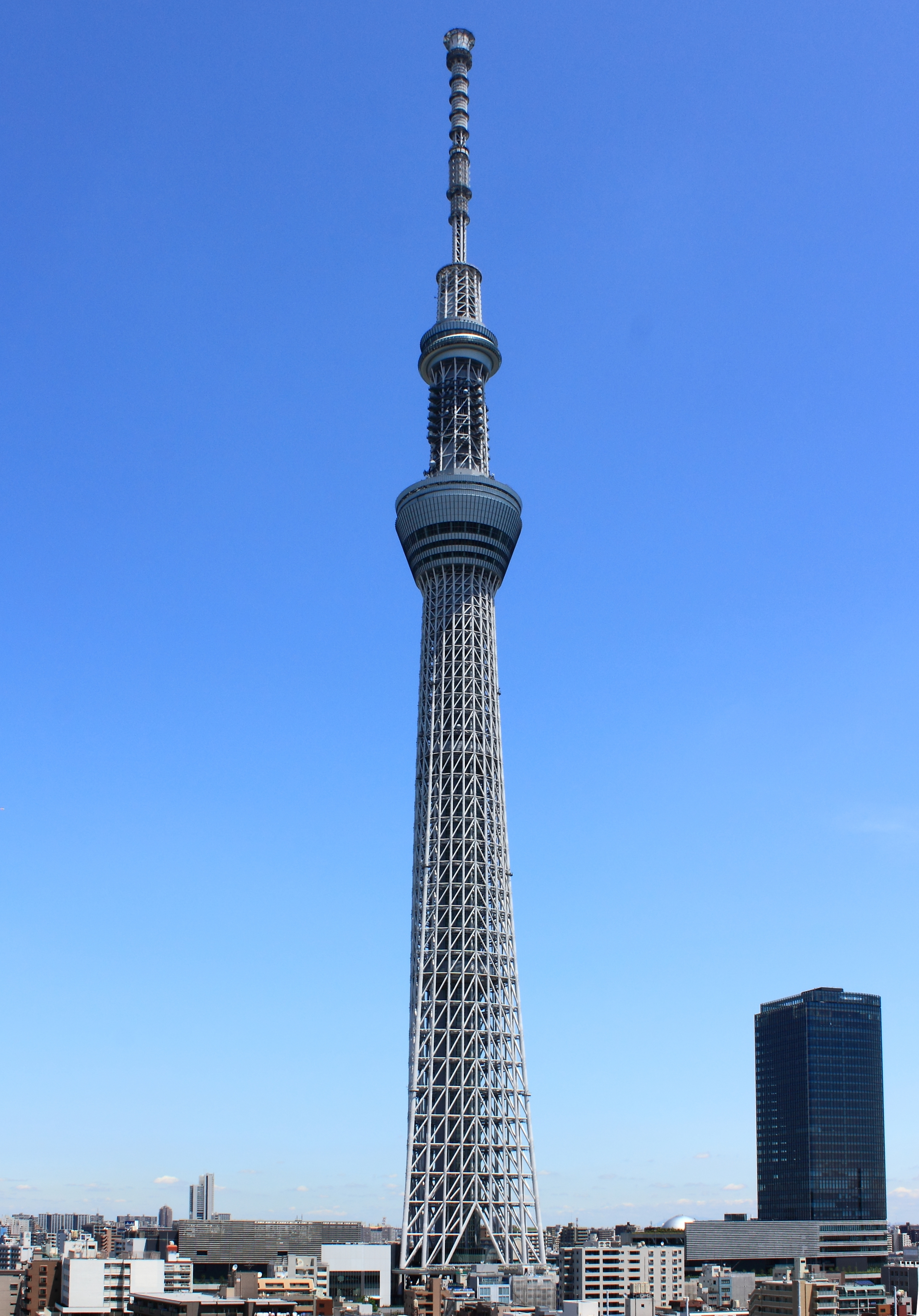
La Tokyo Skytree ostentó el título de la torre autoportante más alta del mundo en 2012.

Las torres y mástiles de telecomunicaciones son estructuras artificiales diseñadas para soportar antenas para labores de radiodifusión y telecomunicaciones. Desde el punto de vista de su soporte, hay dos tipos: autoportantes y atirantadas. Algunos están entre las estructuras más altas que se han construido.
Los mástiles suelen nombrarse como la organización de radiodifusión que los construyó o que los explota o simplemente con el nombre de la ciudad donde están ubicados.
Hay casos en los que el mástil entero es la antena, en estos casos se le llama mástil radiante.

## ¿Torre o mástil?

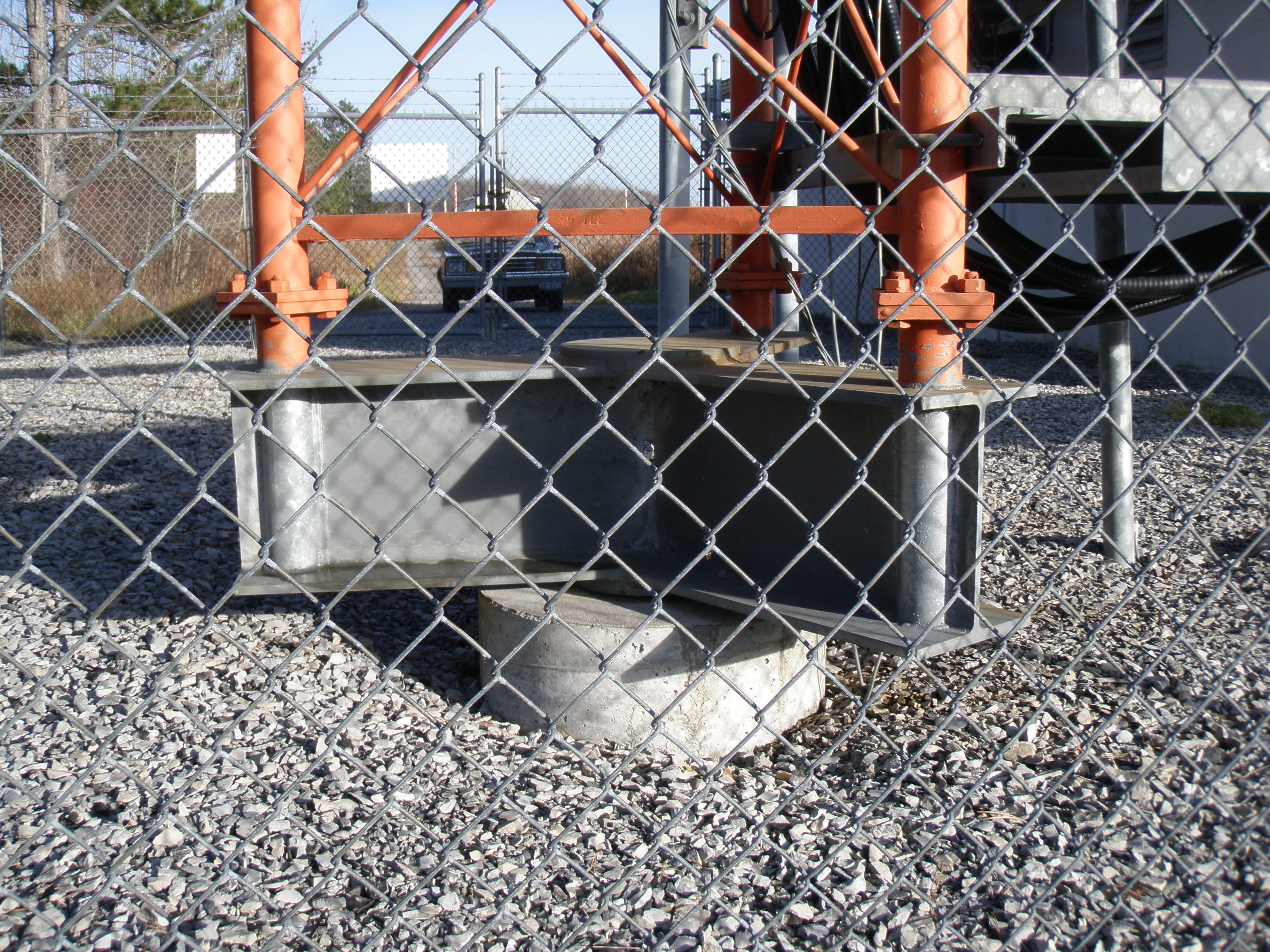
Una base de mástil mostrando que todo soporte lateral está proporcionado por los tirantes.

Los términos «mástil» y «torre» suelen intercambiarse a pesar de que en términos de ingeniería estructural, una torre es una estructura en voladizo o que se soporte por sí misma (autoportante); mientras que un mástil requiere que se lo atirante para mantenerlo erguido. Por otro lado un mástil puede estar a ras de suelo o sobre otra estructura para soportar antenas a más altura donde puedan difundir las ondas de radio de manera más satisfactoria. Los mástiles típicos son tubulares o de un enrejado de acero y no suelen participar del proceso de difusión.
Los mástiles tienden a ser más económicos pero requieren más espacio para anclar los tirantes a tierra; mientras que las torres, al requerir menos espacio, suelen construirse en ciudades aunque son más costosas. A pesar de esto existen algunas excepciones que son tanto autoportantes como atirantadas. Por ejemplo: 
- La Torre Gerbrandy es una torre autoportante con un mástil en su techo, atirantado al suelo.
- Las torres de tipo Blaw-Knox por el contrario, son un mástil atirantado con una sección autoportante encima.
- La Torre de Collserola es una torre atirantada al suelo con un mástil en su techo que está atirantado a la propia torre.
- Existen varios tipos de balizas aparte de las torres etc.

## Historia
La radiodifusión experimental comenzó en 1905 y se comercializó en los años 20 del siglo XX. 
Hasta el 8 de agosto de 1991, el mástil de radiodifusión de Varsovia fue la estructura más alta construida en el mundo. Su derrumbamiento dejó nuevamente a su predecesor, la torre de radio y televisión KVLY-TV, como el más alto hasta que fue sobrepasada por el Burj Khalifa en 2008. Sólo en los Estados Unidos de América hay más de 50 estructuras de radiodifusión que superan los 600 m.

## Materiales

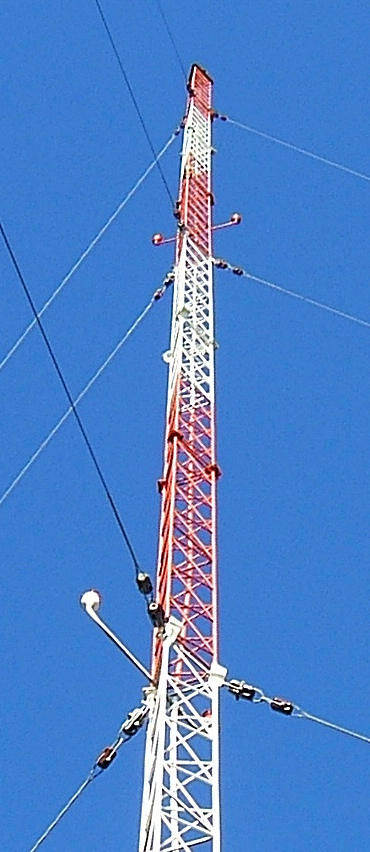
Mástil de enrejado triangular de acero de 61 m de una estación de radio de AM en Mount Vernon, Washington, USA.

### Celosía de acero
La celosía de acero es la forma más extendida de construcción de mástiles. Proporciona gran fuerza, bajo peso, gran resistencia al viento y es económico. Suelen ser de sección triangular, aunque la sección cuadrangular también está ampliamente extendida. Los tirantes soportan las fuerzas laterales del viento en todas las direcciones y permiten que los mástiles sean estrechos y de construcción muy simple.

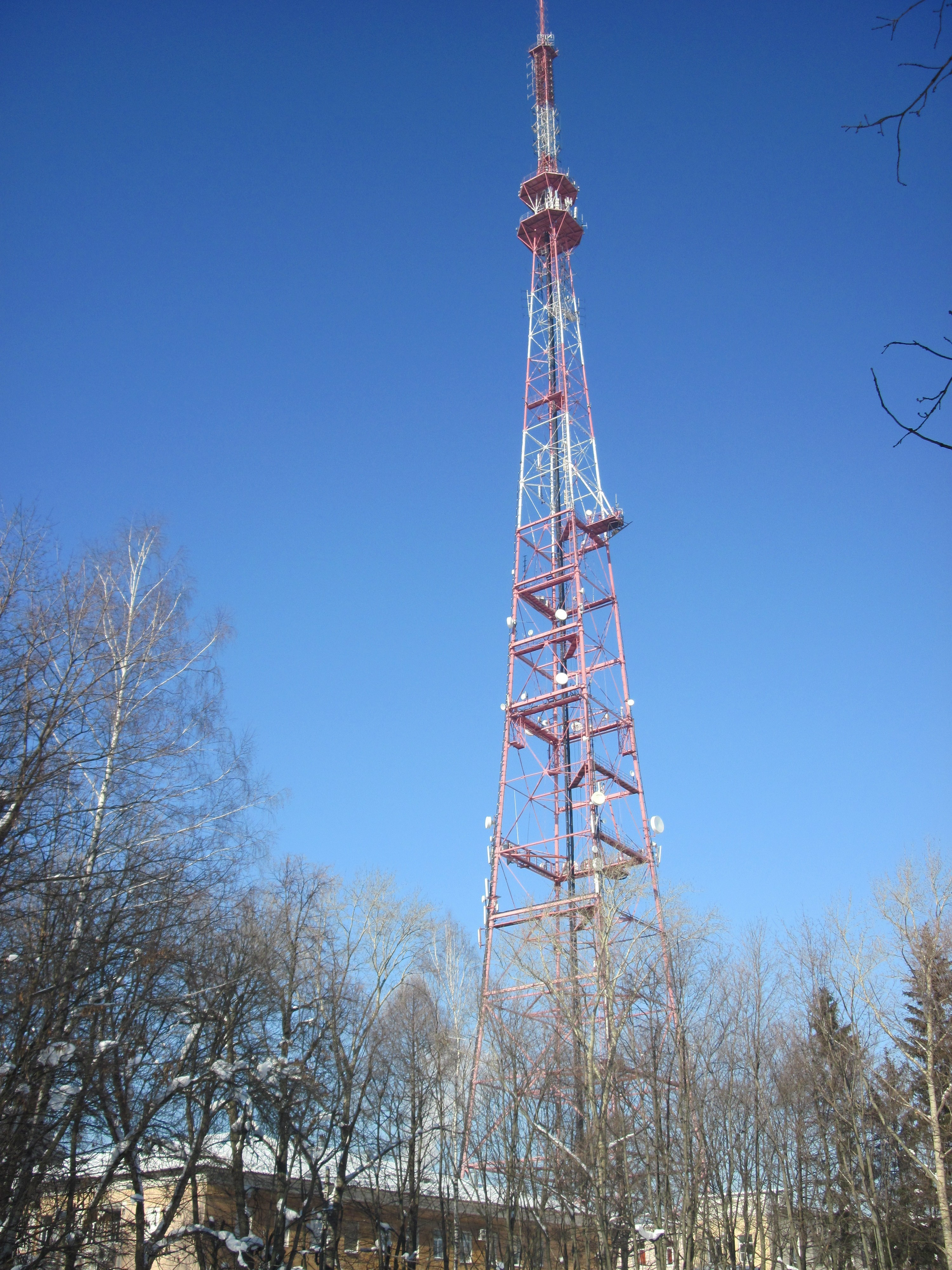
Torre de televisión rusa, Penza

Cuando se construye como torre, la estructura puede ser de lados paralelos o ir disminuyendo de grosor progresivamente hasta que termina en altura. La torre de la estación transmisora Crystal Palace en Londres y la Torre Eiffel son ejemplos de esto.

### Acero tubular
Los mástiles también pueden ser construidos con tubos de acero; esto aporta la ventaja de que los cables y otros componentes pueden ser protegidos de las inclemencias del tiempo y además las estructuras suelen verse más limpias y armoniosas. Estos mástiles son principalmente utilizados para radios de FM y televisión aunque también se utilizan cuando se pretende que el mástil en sí mismo funcione como antena (mástil radiante). El problema principal es que estos mástiles ofrecen más resistencia al viento y por lo tanto suelen ser más inestables que los de cuerpo abierto (el mástil de Mühlacker es un buen ejemplo de esto. Muchos mástiles tubulares han colapsado en varios países y por estos motivos otros países, como Polonia o los Estados Unidos de América, optaron por no utilizar este modelo.
Durante la década de los años 60 del siglo XX, varias ciudades en Rusia y Ucrania construyeron mástiles tubulares con largueros que los unen a sus tirantes (denominados 30107 KM). Son utilizados en exclusiva para transmisiones FM y televisión y todos, excepto el de Vínnitsa miden entre 150 y 200 m de alto. Los largueros están equipados con pasarelas para antenas más pequeñas, aunque su propósito principal es la amortiguación de la oscilación.

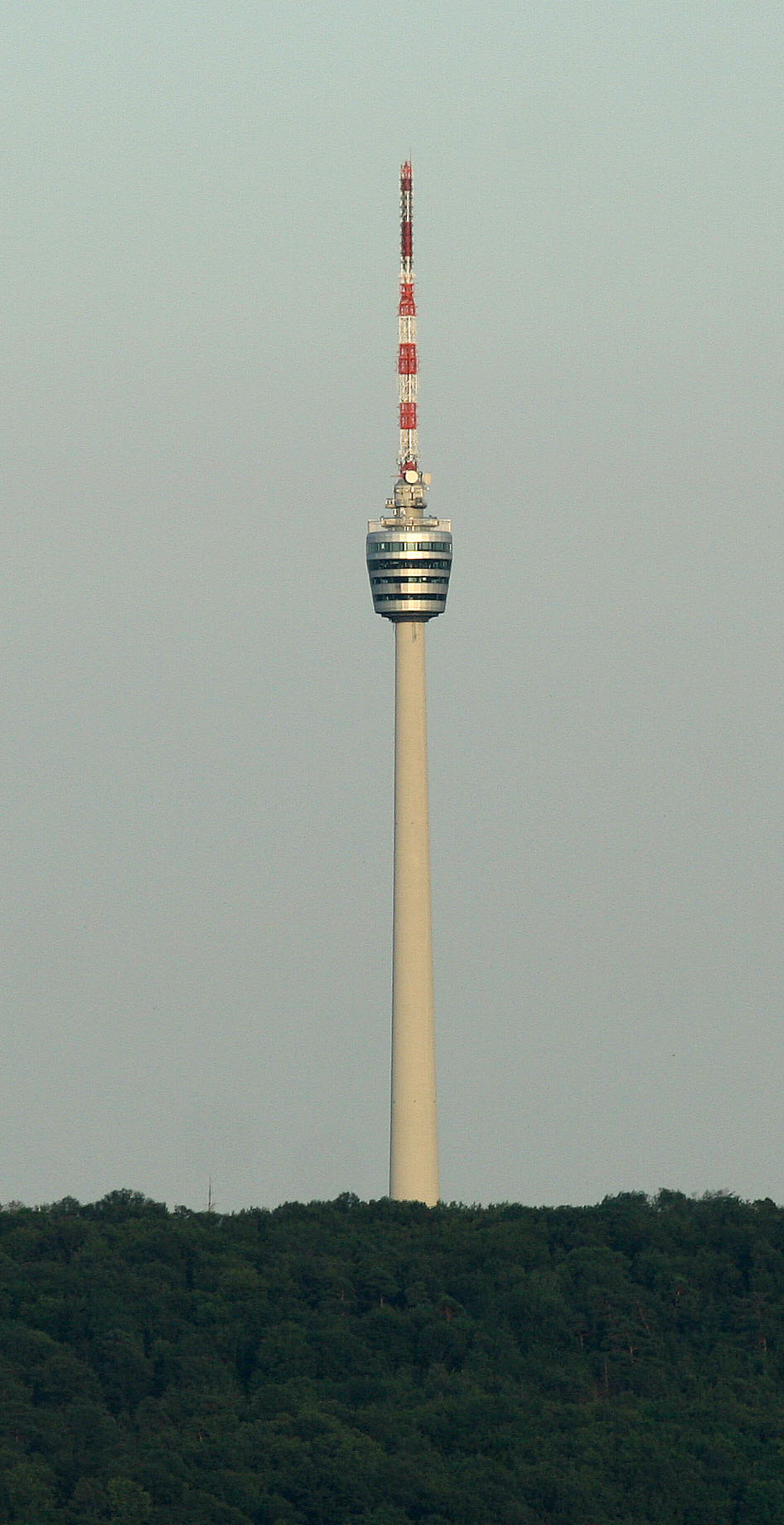
Torre de telecomunicaciones de Stuttgart (Alemania): la primera torre de hormigón reforzado del mundo.

### Cemento armado
Las torres de Cemento armado son relativamente caras de construir pero dan gran rigidez mecánica a los vientos fuertes. Esto puede ser importante cuando se usan antenas de longitud de onda corta (como las de microondas) o cuando la estructura va a estar ocupada por personas.
En la década de los años 50 del siglo XX, AT&T construyó numerosas torres de cemento armado, que tenían apariencia de silos, para su primera emisión de microondas transcontinental. Muchas de ellas aún están en uso.
En Alemania y los Países Bajos la mayoría de torres construidas para conexiones vía microondas son de cemento armado; mientras que en el Reino Unido la mayoría son de enrejado de acero.
Las de hormigón pueden llegar a convertirse en edificios prestigiosos y favorecer el turismo. Esto ha llevado a que muchas de ellas dispongan de espacios para visitas turísticas e incluso restaurantes. La Torre CN en Toronto es un ejemplo claro de esto.
La torre de telecomunicaciones de Stuttgart, diseñada por el ingeniero Fritz Leonhardt, fue la primera de esta clase en ser construida.

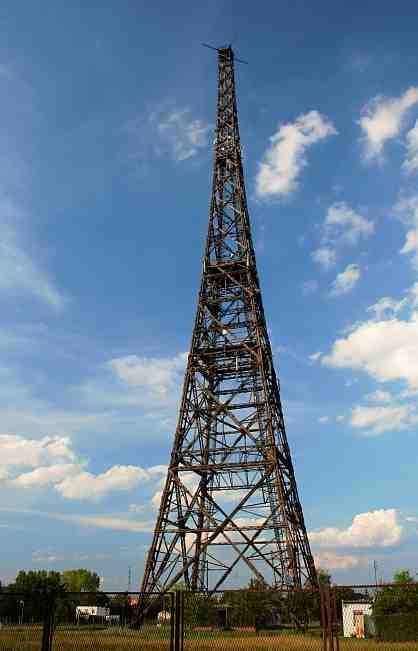
Torre de radio de Gliwice, Polonia

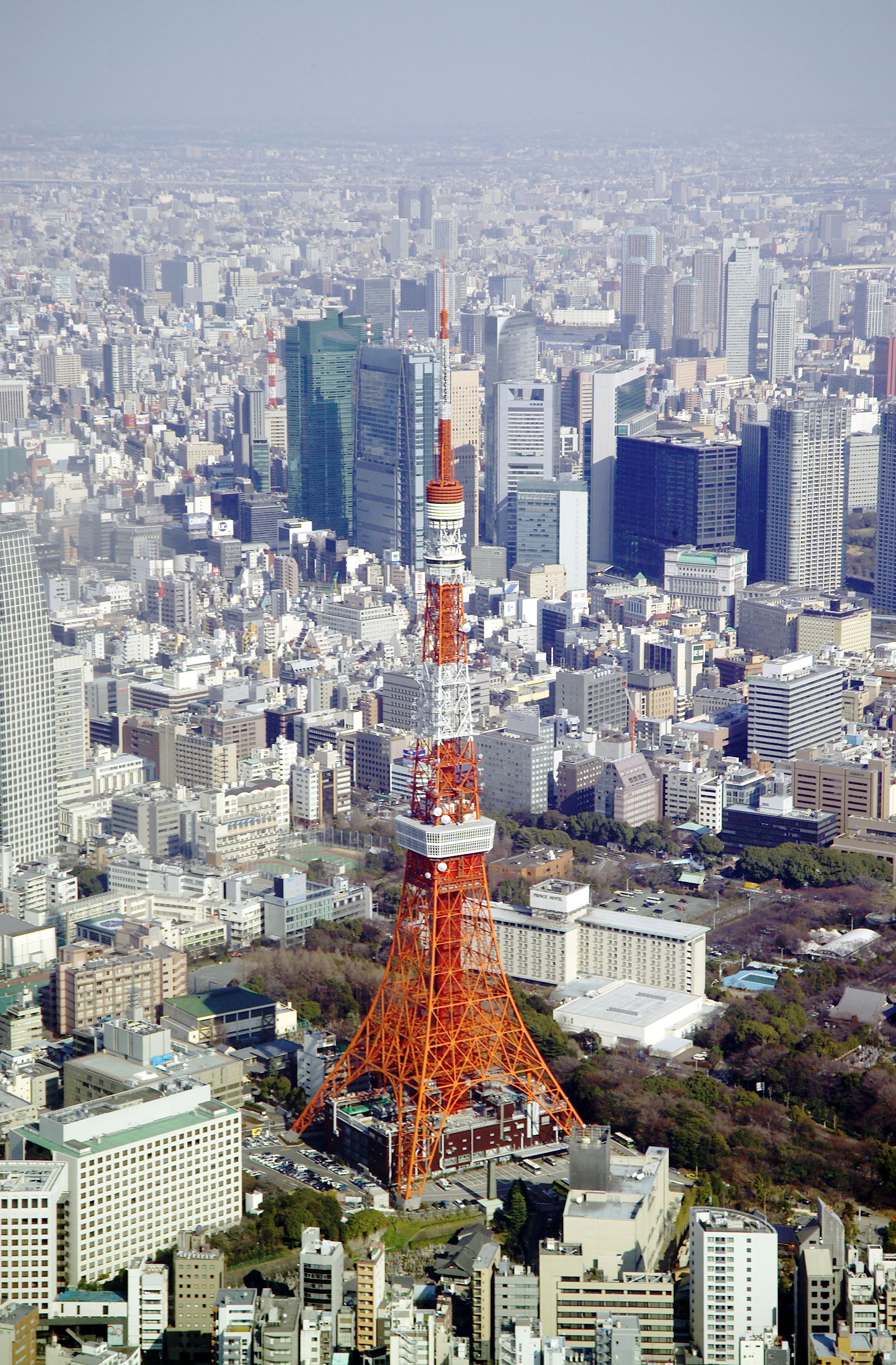
Torre de Tokio

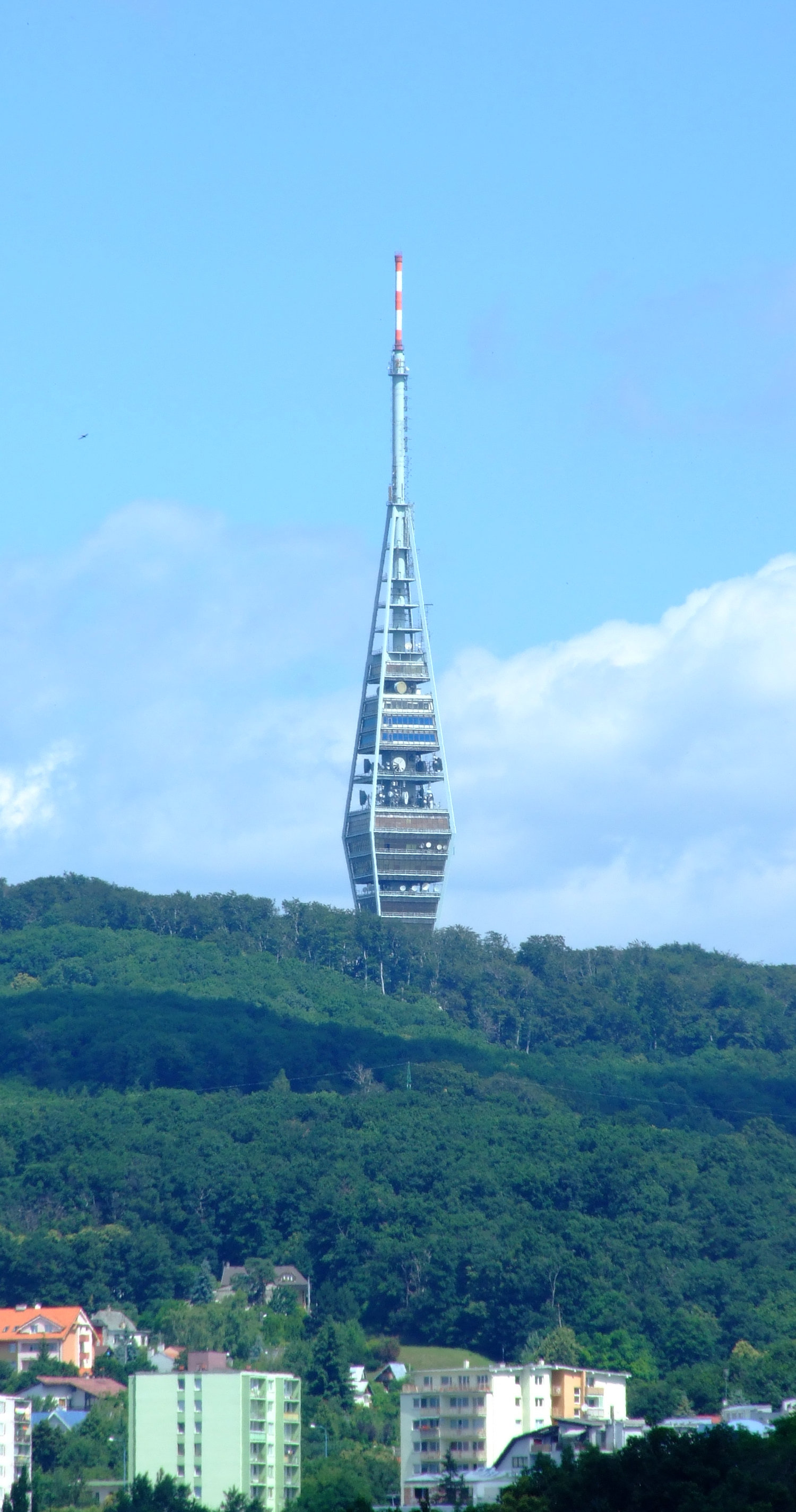
Torre de televisión de Kamzík, Bratislava, Eslovaquia.

### Fibra de vidrio y otros materiales compuestos
En ocasiones se utilizan postes de Fibra de vidrio para balizas no direccionales de bajo alcance o transmisores de onda media. Los monopolos verticales de fibra de carbono han sido tradicionalmente muy costosos pero recientemente se han hecho avances que logran mayor resistencia con este material que con acero (por una fracción del peso del mismo) que permiten que ahora si se construyan estructuras de este tipo en lugares donde antes hacía falta utilizar maquinaria pesada.

### Madera
Antiguamente se utilizaba madera para la construcción de estas torres pero actualmente se usa cada vez menos. Muchas de ellas se hicieron durante la escasez de acero durante la Segunda Guerra Mundial en el Reino Unido. Actualmente la más notable es la de Gliwice, Polonia que es un monumento nacional y un museo de la radiodifusión.

## Otros tipos de soportes de antena y estructuras

### Postes
Los mástiles más cortos pueden ser básicamente un poste autoportante o atirantado, similar a un poste telegráfico. A veces se utilizan postes tubulares de acero galvanizado, a estos se los llama monopolo vertical.

### Edificios
En algunos casos, es posible instalar antenas en las azoteas de edificios altos. En América del Norte, por ejemplo, suelen verse antenas en los techos de edificios altos. En Estados Unidos de América, por ejemplo, hay antenas en la Torre Willis, en el Empire State, en el Condé Nast Building y en el One World Trade Center. La torre norte del World Trade Center original, también tuvo una antena de 110 m en su techo que comenzó a transmitir desde 1980. Tras los atentados del 11 de septiembre de 2001, al colapsar el edificio, varias cadenas de televisión locales y algunas estaciones radiofónicas estuvieron fuera del aire hasta que se pudieron instalar transmisores de reemplazo. Tales instalaciones también existen en Europa, particularmente para servicios radiofónicos portátiles y de FM de bajo alcance. En Londres, la BBC levantó en 1936 un mástil sobre el Alexandra Palace que todavía sigue en uso.

### Postes disimulados

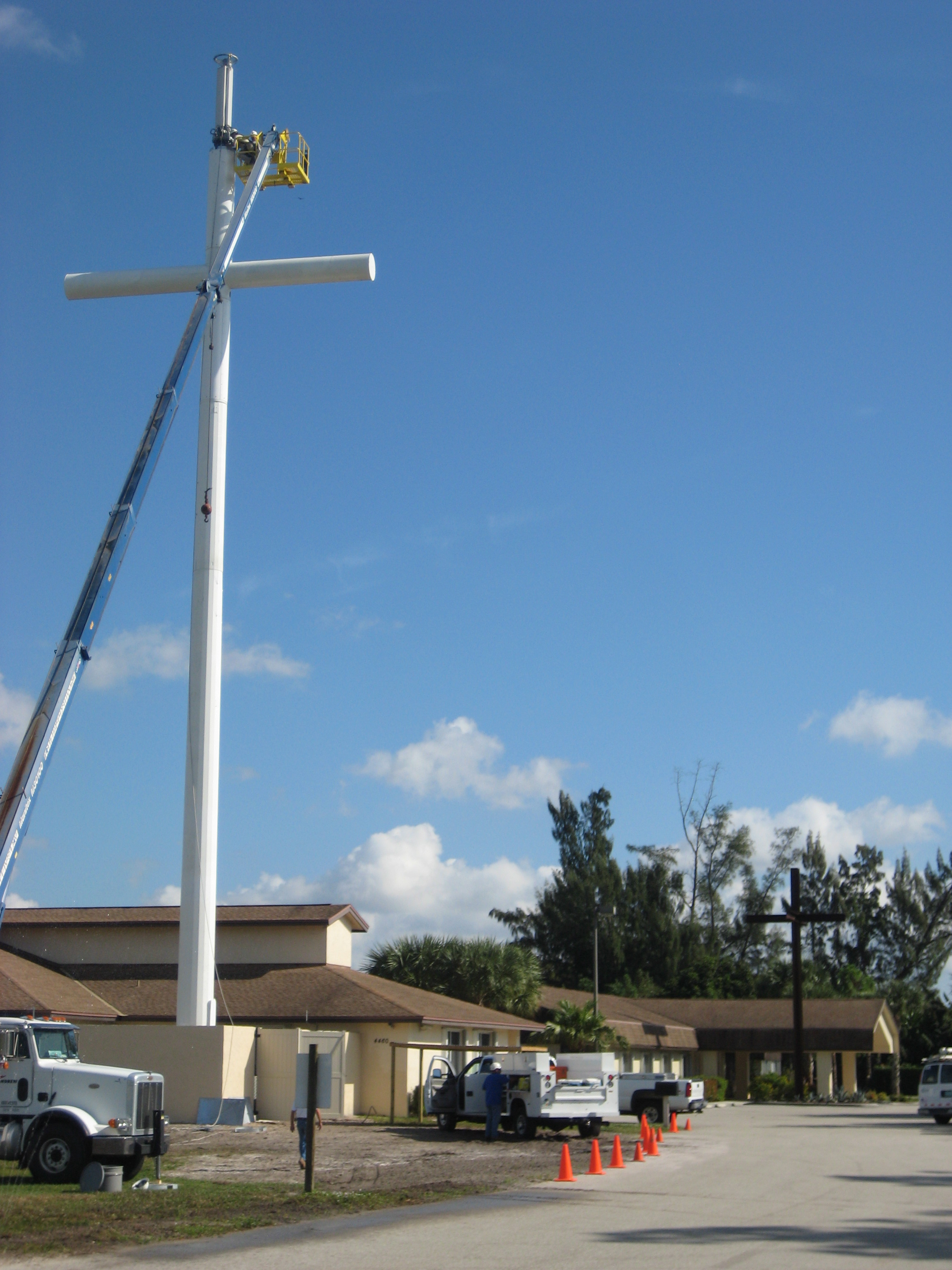
Mástil de radiodifusión con material de T-Mobile camuflado como una cruz en una iglesia de Lake Worth en Florida

Muchas personas ven los postes de radiodifusión como estructuras que desmerecen su entorno a pesar de que estas aportan gran parte de la calidad de vida de la que disfrutan. Por esta razón algunas empresas los disimulan con otras estructuras ya presentes en el entorno como árboles, torres de agua y otros edificios altos ya presentes.
El nivel del detalle y el realismo conseguidos en estos postes es muy alto, haciéndolos indistinguibles incluso por la fauna local. Estas pueden ponerse en parque nacionales y otros sitios naturales sin romper con el entorno. Ejemplo de esto, son las torres diseñadas como cactus del Bosque nacional de Coronado en los Estados Unidos de América.

### Mástiles portátiles
Una forma especial de la torre radiofónica es el mástil telescópico. Estos pueden ser levantados muy rápidamente con el fin de establecer enlaces radiofónicos provisionales para informar de acontecimientos importantes o en zonas de catástrofe donde no hay antenas fijas o estas se han perdido. También son utilizadas en redes militares tácticas y por radioaficionados.

### Globos y cometas
Globos y cometas pueden servir como soportes provisionales para antenas o cables. Suele ser utilizado en puestos militares como medida provisional hasta la instalación de otra estructura o por radioaficionados. Por ejemplo, Radio y Televisión Martí es un servicio de radiodifusión que retransmite programa televisivos emitidos desde Miami hacia Cuba mediante un globo.

### Drones
Recientemente se ha planteado la idea de utilizar drones para telecomunicaciones. No queda clara que ventaja aportaría un dron sobre un globo pero una gran desventaja es su limitado tiempo de funcionamiento.

## Características de diseño

### Consideraciones económicas y estéticas

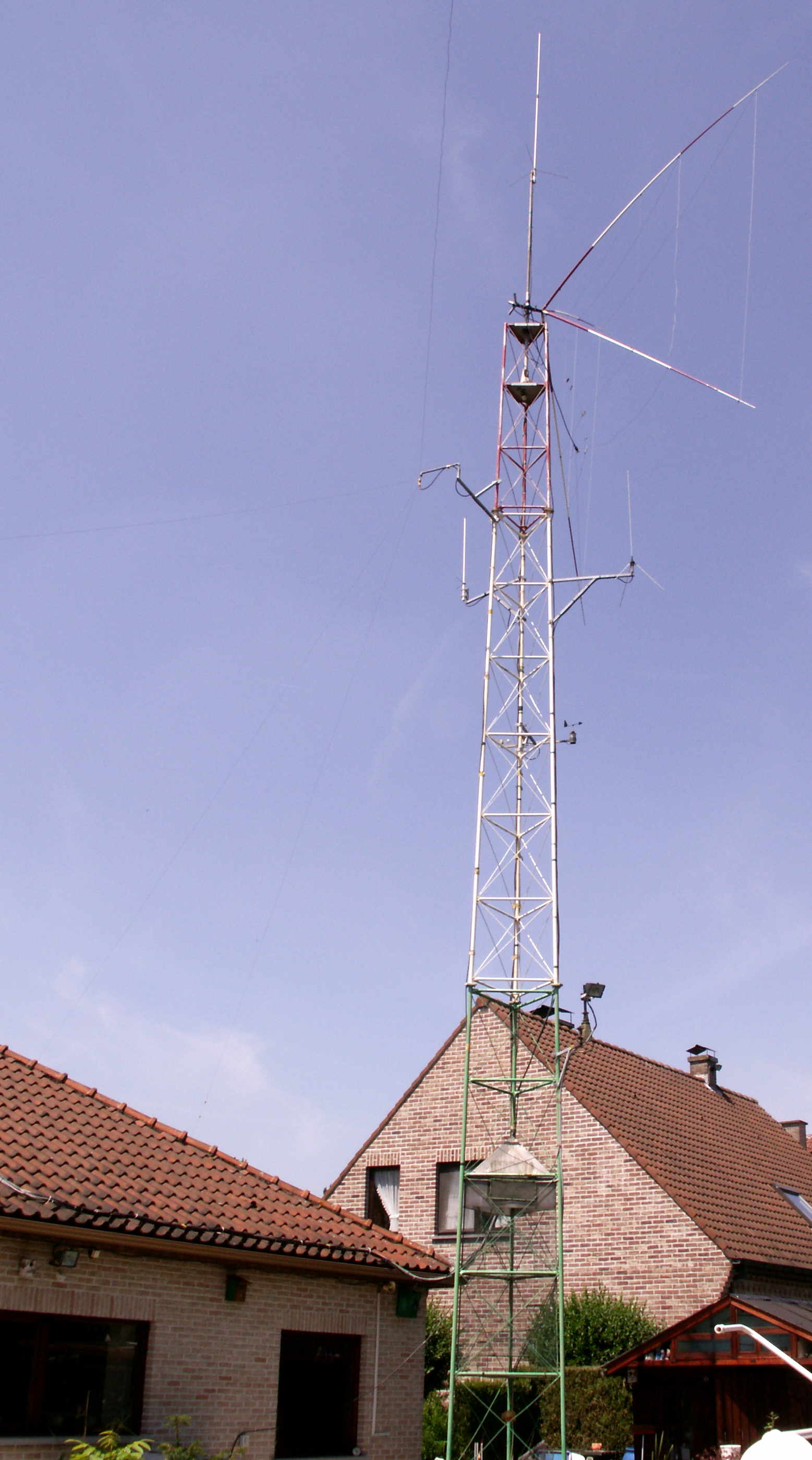
Mástil de enrejado de acero construido por un aficionado.

- El coste de un mástil o torre es prácticamente proporcional al cuadrado de su altura.
- Un mástil atirantado es más barato que una torre autoportante de su misma altura.
- Un mástil atirantado necesita más espacio para dar agarre a los tirantes. Por lo tanto están mejor adaptados a entornos rurales donde la tierra es relativamente barata. Una torre no atirantada cabe en localizaciones mucho más pequeñas.
- Una torre de enrejado de acero es más barata que una torre de hormigón de la misma altura.
- Dos torres pequeñas pueden ser visualmente menos discordantes para el entorno que una grande, especialmente si estas son idénticas.
- La simetría hace que las torres y sus antenas sean mejor aceptadas por las personas del entorno donde se coloquen.
- Las torres de hormigón pueden ser construidas cuidando mucho el diseño, esto ha sucedido especialmente en Europa continental donde suelen ser accesibles al público, incluir plantas de observación y restaurantes y ser incluso símbolos de la ciudad reconocibles a nivel mundial. La Torre Eiffel y la Torre CN son buenos ejemplos de esto.

### Mástiles para transmisión de señales de onda corta.
Para transmisiones de onda corta no hace falta levantar las antenas más de 100 m por lo que sus mástiles no suelen sobrepasar esta altura.

### Acceso para mantenimiento
Los mástiles, torres y antenas necesitan mantenimiento frecuente por lo que estas estructuras suelen incorporar dentro de su diseño escaleras y otras formas de acceso (ascensores en el caso de torres más altas).

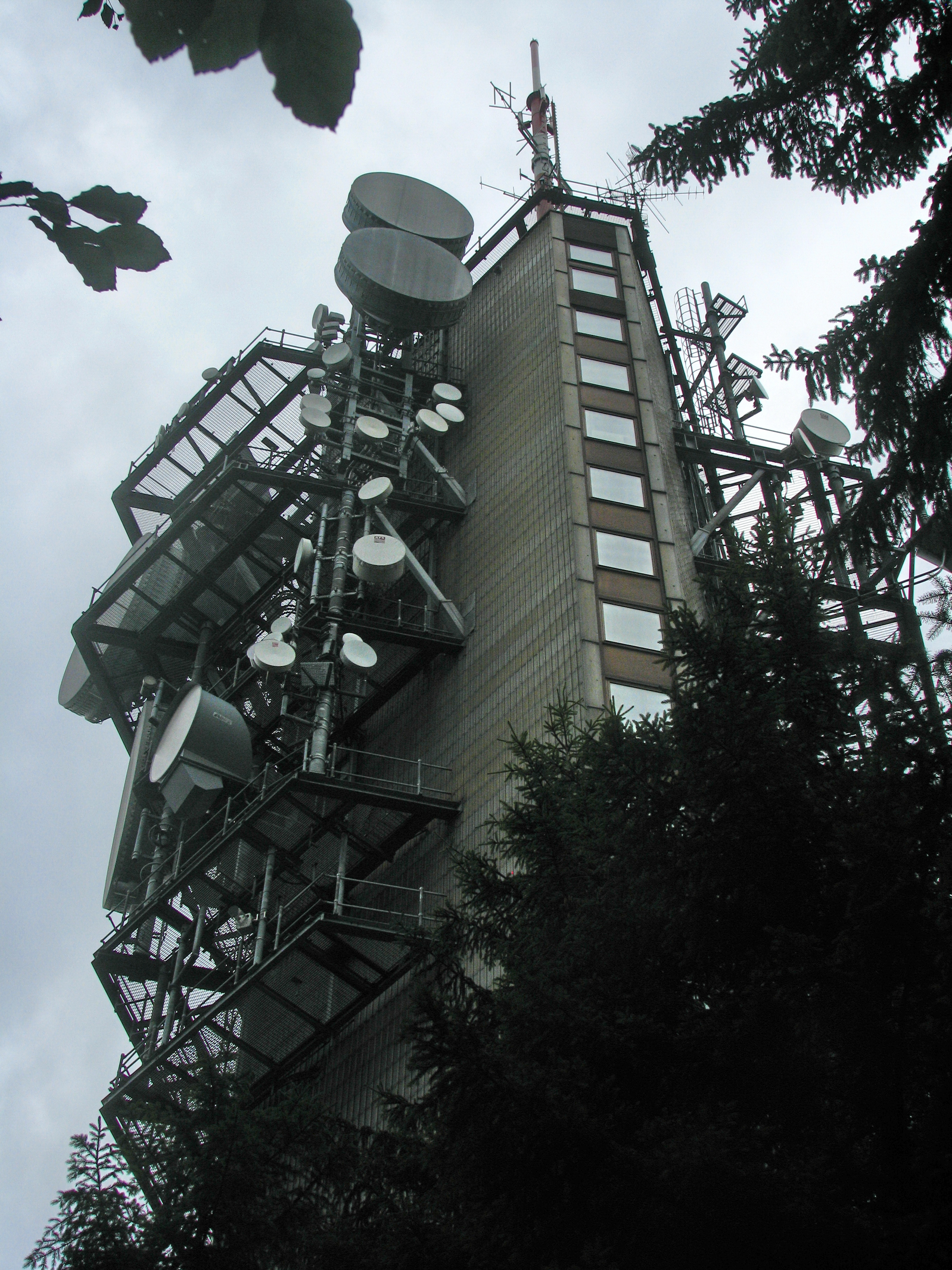
Torre de televisión de Felsenegg-Girstel.

### Características de señalización para aeronaves
Las estructuras altas que sobrepasan cierta altura requieren, por ley y variable según el país, balizas de localización. Estas suelen ser lámparas rojas y sirven para advertir a los pilotos de aeronaves de la presencia de la estructura. Antiguamente bombillas de filamento incandescente, hoy en día suelen utilizarse lámparas de neón o led.
Las normas que regulan qué alturas deben ser marcadas y cómo, varían entre países. Algunos exigen una luz estroboscópica blanca durante el día y centelleantes rojas por la noche. Incluso algunas legislaciones exigen que las estructuras sean pintadas con colores contrastantes con el cielo (rojo y blanco o naranja y blanco).

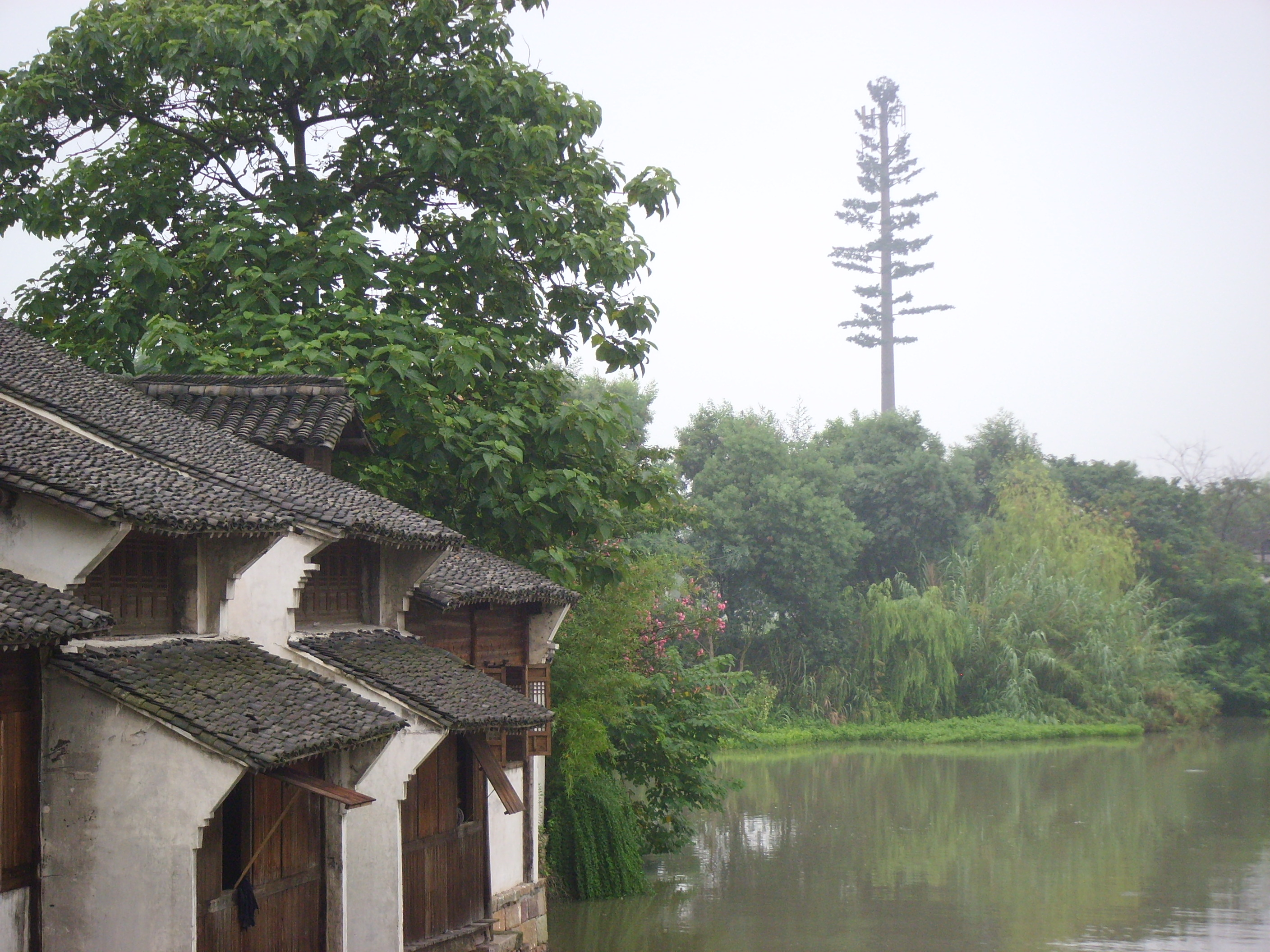
Torre de telecomunicaciones camuflada como un árbol.

#### Contaminación lumínica
En algunos países donde la contaminación lumínica es una preocupación, suelen dictarse normas que limitan la altura de las estructuras para que, al no sobrepasarla, no requieran iluminación. Por ejemplo, en los Estados Unidos de América el Acta de telecomunicaciones de 1966 permitía a las jurisdicciones locales limitar la altura de sus torres. Usualmente estas se construían de menos de 200 pies haciendo innecesarias las señalizaciones. 

### Oscilaciones inducidas por el viento
Un problema de los mástiles es el peligro de la oscilación inducida por el viento. Esto es una preocupación particularmente en los mástiles que se construyen con acero tubular. Esto se puede reducir colocando en los mástiles estructuras cilíndricas amortiguadoras de vibraciones que son más anchas que el mástil y lo abrazan. Este método es el utilizado en los mástiles del transmisor de VLF DHO38 en Saterland, Alemania.

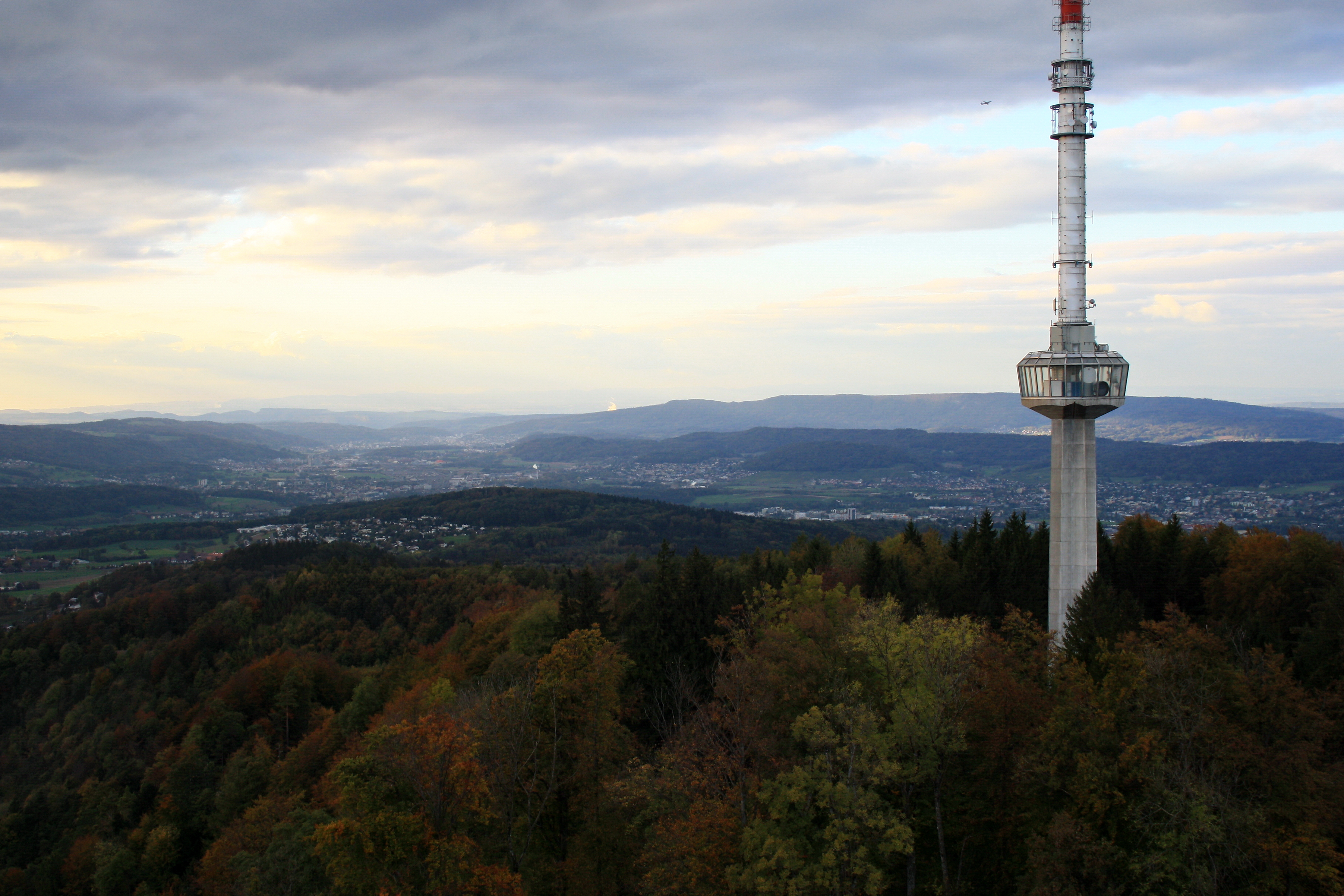
Torre de televisión de Uetliberg.

### Peligro para las aves
Las torres y mástiles han demostrado ser obstáculos que frecuentemente causan daños a las aves. Se han hecho estudios sobre cómo minimizar este riesgo sin disminuir la calidad de las telecomunicaciones. Se han dado casos también de aves raras (protegidas con legislaciones especiales) que anidan en estas estructuras haciendo imposible su mantenimiento.
 